# Metrosideros parallelinervis
Metrosideros parallelinervis är en myrtenväxtart som beskrevs av Cyril Tenison White. Metrosideros parallelinervis ingår i släktet Metrosideros och familjen myrtenväxter. Inga underarter finns listade i Catalogue of Life.